# 茉莉二手書店
茉莉二手書店（英語：Mollie used books）是臺灣的舊書店（二手書店）。創始於1980年代，當時還是台北市光華商場的舊書攤之一，店面空間只有三坪大。2002年，老闆蔡謨利、戴莉珍夫妻在台大公館商圈開了茉莉二手書店第一間店，並且借鏡統一超商和誠品書店的經營模式，由於轉型相當成功，逐漸打響了茉莉二手書店的名號。目前全台有五家分店。

## 分店
| 縣市   | 地點   | 分店   | 相片       |
| 台北市 | 中正區 | 台大店 |            |
| 台北市 | 大安區 | 師大店 | 師大店     |
| 台北市 | 中正區 | 影音館 | 茉莉影音館 |
| 台中市 | 西區   | 台中店 | 台中店     |
| 高雄市 | 苓雅區 | 高雄店 | 高雄店     |

## 外部連結
- 茉莉二手書店 （页面存档备份，存于）
- 茉莉二手書店台大店的Facebook專頁
- 茉莉二手書店師大店的Facebook專頁
- 茉莉影音館的Facebook專頁
- 茉莉二手書店 台中店的Facebook專頁
- 茉莉二手書店 高雄店的Facebook專頁
- 台灣公司資料 （页面存档备份，存于）